# عبد الله شقرون (مخترع معلن ذاتيا)
عبد الله شقرون (ولد في 5 اغسطس 1984 في تطوان وتوفي في 6 نونبر 2015 بمسقط رأسه) هو شاب مغربي صنف نفسه مخترعا مغربيا بعد تقدمه بطلب لنيل براءة اختراع عام 2005 عن ما أسماه «المحرك الدوار المدور المربع»، تلاها طلب براءة اختراع آخر «لنظام أوتوماتيكي لتنظيف زجاج النوافذ» عام 2008 لكن طلباته قوبلت بالرفض من قبل اللجنة العلمية.

## مشواره الدراسي والمهني
هو ابن لأسرة ميسورة الحال، توقف مساره الدراسي في السنة الثالثة إعدادي ثم التحق بعدها بسلك التكوين المهني.
قامت العديد من وسائل الاعلام المغربية والعربية باعتباره "أصغر مخترع مغربي وعربي حسب المقاييس والمعايير العالمية"، عندما عرف باختراع "المحرك الدوار المدور المربع" "
الذي أثار جدلاً في مجال التقنية والميكانيك في المغرب[محل شك] بين من اعتبره مجرد إضافات أو تعديلات بسيطة عن سلسلة تطويرات متلاحقة وسابقة لمحرك فانكل الذي ظهر لأول مرة سنة 1929 وحصل على براءة اختراع، وبدأ تطويره في أوائل الخمسينات من قبل شركة NSU وتم الانتهاء من أول نموذج عملي في عام 1957.
و بعد ذلك قامت NSU بترخيص المبدأ للشركات حول العالم التي بدورها أكملت تطوير هذا التصميم. وهو المحرك الوحيد ذو الاحتراق الداخلي الذي اخترع في القرن العشرين ليذهب إلى الإنتاج.
التصميم الذي تقدم به عبد الله شقرون الذي اعتبره ابتكاره الخاص، بينما رفضته أصوات معارضة في المغرب من ضمنها مهندسون مختصون في الميكانيك، وكذا خبراء عالميون في برنامج نجوم العلوم باعتباره مجرد محاولة لتصميم مطور عن ابتكار أصلي سابق، تمكن من الحصول على براءة اختراع وطني في المغرب [بحاجة لمصدر]، بينما لم يتمكن من الحصول عليها من المنظمة العالمية للملكية الفكرية ويبو (wipo).   بقرار عدم أصلية الاختراع حسب تقرير المنظمة.

## تهميش وانتقادات
تعرض عبد الله شقرون لبعض الانتقادات اللاذعة في المغرب من بعض المهتمين عبر الإنترنت وواسائل التواصل الاجتماعي واليوتوب ضمنهم مهندسون مختصون في الميكانيك، باتهامه أنه يدّعي أشياءا مخالفة للحقيقة إثر تصريحه لقناة الأولى المغربية بتصنيف اختراعه حول«المحرك الدوار المدور المربع» في منظمة الملكية الفكرية الدولية بجينيڤ بينما في الحقيقة لم تقم هاته المنظمة بتسجيل اختراعه باعتبار عدم أصليته حسب ما جاء في تقرير المنظمة.
وتجدر الإشارة كذلك أن اختراعه تم عرضه على هيئة خبراء ميكانيك عالميين في برنامج نجوم العلوم موسم 3 حلقة 3 ولم تجد تأييدا في البرنامج للابتكار المطوّر إثر إنشاء محاكاة للابتكار أكّدت أن المحرّك لا يشتغل مما أدى إلى إقصاء عبد الله شقرون.
كما اتهم المعارضون عبد الله شقرون بالقيام بادعاءات عن عروض خيالية لتبني نموذجه «المحرك المربع الدوار» دون تقديم أدلة ملموسة على ذلك.

## وفاته
توفي عبد الله شقرون عن سن يناهز 31 سنة مساء يوم الجمعة 06 نوفمبر 2015 إثر نوبة قلبية أثناء النوم.

## أعماله
أسس عبد الله شقرون شركته الخاصة التي أطلق عليها اسم عبد الله للمحركات أو Abdellah Motors، المختصة في إعطاء العديد من الدورات التكوينية. من بين أهداف هذه الدورات كيفية الوصول إلى حلول بسيطة لأعقد المشاكل وكيفية استعمال الطاقات الدفينة للنجاح في الحياة وحتى الوصول إلى أقصى النتائج بأدنى المجهودات. اعتبر معارضوه أن شركته مجرد واجهة للنصب والاحتيال واستغلال الخطاب العاطفي لدى متتبعيه.